# Сватби по омраза
„Сватби по омраза“ (на испански: Bodas de odio) е мексиканска теленовела, създадена от Каридад Браво Адамс, режисирана от Хосе Рендон и продуцирана от Ернесто Алонсо за Телевиса през 1983 – 1984 г. Това е първата телевизионна версия на едноименната книга, адаптирана от Мария Саратини. Действието на историята се развива през 1910 г.
В главните роли са Кристиан Бах, Мигел Палмер и Франк Моро, а в отрицателните – Росарио Галвес, Мария Монтаньо, Антонио Меделин и Рафаел Санчес-Наваро.

## Сюжет
Магдалена Мендоса е млада жена, която е влюбена в Хосе Луис, скромен войник. Магдалена е принудена от майка си Паула да се омъжи за богаташа Алехандро Алмонте, за да спаси семейството от разоряване.
Междувременно Алехандро е незаконен син на богат мъж, с когото се запознава малко преди смъртта му, и стигна до Пуебла, за да види, че е наследил хартиена фабрика. Паула, виждайки колко е богат Алехандро, се опитва да сгоди дъщеря си за него. Тя вижда съчувствие в очите на Алехандро, разказвайки му за семейните им проблеми. Когато Алехандро разбира за неволите им, си мисли, че Магдалена е наясно, и той се съгласява да се ожени за нея. Решава да направи живота ѝ невъзможен, когато открива, че тя е влюбена в Хосе Луис. Като начин за разделяне на двамата, войникът е изпратен в затвора. След като Алехандро се жени за Магдалена, Хосе Луис излиза от затвора и отива в имението на семейство Мендоса малко след сватбата.
Магдалена иска да отиде с него, но Алехандро решава да я заведе в ранчото си. В дома му живеят Росарио, която е истинската майка на Алехандро, Мария, дъщерята на майстора в имението, която обича Алехандро, и приятелите му Киприано и Виктор. Алехандро има либерални идеи и движение, подкрепящи бунтовниците срещу режима на Порфирио Диас. След като научава за местонахождението на Магдалена, Хосе Луис започва работа като бригадир в ранчото. Жени се за Анхелика, която има нелечимо заболяване, но в сърцето си винаги е обичал Магдалена.
Но Магдалена се влюбва в Алехандро. Когато Алехандро научава истинската самоличност на бригадира, се ядосва. Открива, че Магдалена е бременна, но тъй като знае самоличността на бригадира, се съмнява, че бебето е негово. Алехандро, ядосан и с разбито сърце, си тръгва. По време на революцията Алехандро е заловен от правителствени войски, а Хосе Луис рискува живота си, за да го спаси. Той най-накрая се отказа от любовта. Спасява Алехандро, за да им позволи да се радват на щастие.

## Актьори
Част от актьорския състав:
- Кристиан Бах – Магдалена Мендоса
- Мигел Палмер – Алехандро Алмонте
- Франк Моро – Хосе Луис Алварес
- Рафаел Санчес-Наваро – Димитрио Мендоса
- Магда Гусман – Кармен Мендоса вдовица де Муньос
- Росарио Галвес – Паула де Мендоса
- Йоланда Мерида – Росарио
- Антонио Меделин – Франсиско Торес Кинтеро
- Мария Монтаньо – Мария
- Хулиета Егурола – Хосефина де Икаса
- Антонио Валенсия – Адолфо Чавари
- Офелия Кано – Надя Чавари де Торес Кинтеро
- Артуро Бенавидес – Руфино
- Карлос Рикелме – Генерал Иван Мендоса
- Хосе Луис Падия – Дон Порфирио Диас
- Силвия Манрикес – Армида
- Хосе Антонио Ферал – Виктор
- Хорхе Мондрагон – Отец Абундио
- Карлос Виляреал – Томас
- Роберто Антунес – Киприано
- Луис Хавиер – Фелипе
- Патси – Анхелика
- Адалберто Пара – Есекиел
- Алфонсо Кафити – Алфонсо

## Премиера
Премиерата на Сватби по омраза е на 16 май 1983 г. по Canal 2. Последният 150. епизод е излъчен на 22 май 1984 г.

## Награди и номинации
Награди TVyNovelas 1984
| Категория                            | Номиниран(а)    | Резултат   |
| ------------------------------------ | --------------- | ---------- |
| Най-добра теленовела                 | Ернесто Алонсо  | Печели     |
| Най-добра актриса в главна роля      | Кристиан Бах    | Печели     |
| Най-добър актьор в главна роля       | Мигел Палмер    | Номиниран  |
| Най-добра актриса в отрицателна роля | Росарио Галвес  | Номинирана |
| Най-добро женско откритие            | Хулиета Егурола | Печели     |
| Най-добро мъжко откритие             | Адалберто Пара  | Номиниран  |

## Версии
- Истинска любов, мексиканска теленовела от 2003 г., чието действие се развива през 19 век, режисирана от Моника Мигел и Ерик Моралес, и продуцирана от Карла Естрада за Телевиса, с участието на Адела Нориега, Фернандо Колунга и Маурисио Ислас.

- Това, което животът ми открадна, мексиканска теленовела от 2013-2014 г., чието действие се развива в съвремието, режисирана от Серхио Катаньо и Клаудио Рейес Рубио, и продуцирана от Анджели Несма за Телевиса, с участието на Анжелик Бойер, Себастиан Рули и Луис Роберто Гусман.